# 勢多章甫
勢多 章甫（せた のりみ）は、江戸時代末期から明治時代にかけての法学者・歴史学者で、日本最後の明法博士。

## 略歴
文政13年5月22日（1830年7月12日）、勢多章武の子として誕生（『地下家伝』九）。地下家（朝廷の下級実務官僚）である勢多家の本姓は、10世紀の明経博士中原有象から始まる学者の名門中原氏で、中原氏の本流は明経道（儒学）を家学としたが（押小路家も参照）、傍流は明法道（法学）を家学とし、勢多家はその明法道系統の中での嫡流である。江戸時代にはまた検非違使も家業とした（『地下家伝』九）。
天保7年（1836年）8月28日に満6歳で正六位上に叙位され、左衛門大志に任官したのを始まりに、同15年（1844年）6月10日に満13歳で従五位下に叙爵され貴族となり、その後も豊前守などを歴任（『地下家伝』九）。安政4年（1858年）1月11日に、満27歳にして明法博士となり家督を継ぐ（『勢多氏備忘』）。翌5年（1859年）1月22日に父が卒去（『勢多氏備忘』）。
明治維新に至り、明法博士の官位を返上した。なお、明法博士は定員2名で、もう1名は坂上氏出身が慣例だが、文久年間（1861-1864年）の『掌中職原擥要大成』には勢多章甫以外の名前が見えない。そのため、布施弥平治は、『明法道の研究』で、幕末にはもう一人の博士の枠は欠員だったのであろうとし、つまり章甫こそが（単独での）「わが国における最後の明法博士」であると述べている。
その後、皇学所や宮内庁に勤務。皇典講究所にも所属した。
著作としては、『嘉永年中行事』や『先朝紀略』、『勢多氏備忘』（神習文庫12984）などを著した。また、『古事類苑』の編纂事業にも深く関わり、特にその帝王部九冊は章甫が皇典講究所時代に稿本を作成したものであり、勢多家に蓄積された家学を活かしたものとなっている（『古事類苑月報』30・法律部第三編、吉川弘文館、1965）。また、父の著作の一つに『勢多本類聚国史目録』があり、菅原道真『類聚国史』の欠部を補う上での重要資料だが、相田満は、父の単著ではなく、章甫の手もある程度加わっているのではないかとしている。
明治27年（1894年）12月8日、満64歳で京都において卒去。

## 官歴
『地下家伝』九は安政4年の正五位下昇叙までの記事を載せる。
- 文政13年5月22日（1830年7月12日） - 生[2]
- 天保7年（1836年）8月28日 - 正六位上に叙位、左衛門大志に任官[2]
- 同11年（1840年）3月14日 - 主馬首を兼任（小除目推任）[2]
- 同15年（1844年）6月10日 - 従五位下に叙爵、権少尉に転任、首を去る[2]
- 同年10月5日 - 少尉に転任[2]
- 嘉永4年（1851年）3月4日 - 従五位上に昇叙、豊前守を兼任[2]
- 同年10月28日 - 弾正少忠を兼任、豊前守は元の如し[2]
- 同6年（1853年）8月21日 - 大忠に転任[2]
- 同月22日 - 豊前守は元の如し[2]
- 安政4年（1857年）閏5月20日 - 正五位下に昇叙[2]
- 同5年（1858年）1月11日 - 明法博士を兼任（『勢多氏備忘』）[4]
- 文久年間（1861-1864年） - この頃、正五位上で検非違使と明法博士を兼任していた（『掌中職原擥要大成』）[4]